# Blanca Pozas
Blanca Pozas Oliveira (a veces acreditada como Blanquita Pozas) (Valparaíso, 1893-Madrid, 29 de agosto de 1978) fue una vedette y actriz chilena que participó en nueve películas a lo largo de su trayectoria cinematográfica que abarcó desde 1926 hasta 1953.

## Biografía
Blanca Pozas fue una de las estrellas en la época dorada del teatro de variedades en Madrid. Nacida en la localidad chilena de Valparaíso, pronto  triunfó en España como vedette del Teatro Martín. Hasta el estallido de la Guerra Civil estrenó los espectáculos más populares de la cartelera, entre los que destacan: Frivolina (1918), Las corsarias (1919), Ris, Ras (1927), Los faroles (1928), Los caracoles (1928), La casa de Quirós (1931), La camisa de la Pompadour (1934) y Las Peponas (1934). Trabajó con los mejores cómicos de su época: Lino Rodríguez, Castrito, Ramón Peña, Faustino Bretaño, etc.
A diferencia de su esposo Miguel Ligero, trabajó poco en el cine, apareciendo en un total de nueve películas, entre las que destacan Marianela (1940), Viaje sin destino (1942) y El rey de las finanzas (1944).

## Filmografía completa
- Frivolinas (1926)
- Crisis mundial (1934)
- Nobleza baturra (1935)
- La vida bohemia (1938)
- Los hijos de la noche (1939)
- Marianela (1940)
- Viaje sin destino (1942)
- El rey de las finanzas (1944)
- Sobresaliente (1953)